# Fundong
Fundong é uma cidade dos Camarões localizada na província de Noroeste. Fundong é a capital do departamento de Boyo.